# سلیم چاف
سلیم چاف نام روستایی است در شمال ایران واقع در استان گیلان در ۲۵ کیلومتری شمال لاهیجان و در ۱۵ کیلومتری شرق بندر کیاشهر. جمعیت روستای سلیم چاف حدود ۱۵۰+ خانوار می‌باشد.
این روستا در کنار دریای خزر واقع شده و به دلیل داشتن رودخانه و نی‌زار بسیار زیبا و دیدنی است. از جاذبه‌های دیگر این روستا جاده ساحلی مابین رودخانه و دریاست که از میان شالیزارهای سرسبز رد می‌شود. مردم این روستا عموماً کشاورز و ماهیگیر هستند.